# Capitão Andrade
Capitão Andrade este un oraș în unitatea federativă Minas Gerais (MG), Brazilia.